# Laura Chinchilla

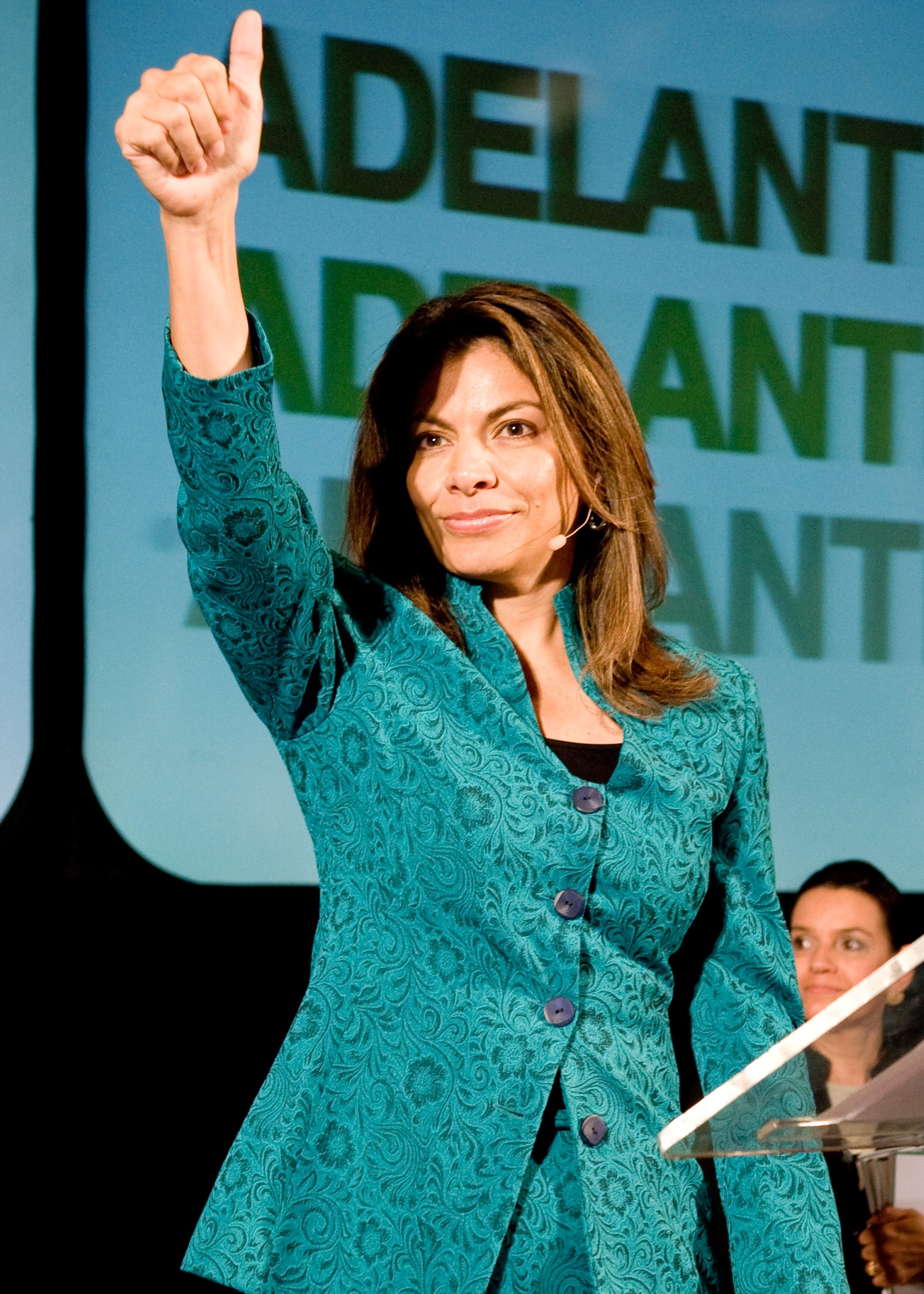
Laura Chinchilla

Laura Chinchilla Miranda, född 28 mars 1959 i San José, var Costa Ricas president mellan 2010 och 2014, hon var landets första kvinnliga president.
Hon var en av Óscar Arias Sánchez två vicepresidenter och justitieminister i hans regering. Hon blev presidentkandidat för det styrande partiet PLN. På kvällen på valdagen den 7 februari 2010 erkände sig den andraplacerade kandidaten Otton Solis besegrad. Med omkring 40% av rösterna räknade, låg Chinchilla konstant över de 40% röster som krävs för att vinna presidentvalet i första valomgången i landet och ledde med 47 % mot 24 %. Tredjeplacerade kandidaten Otto Guevara hade 21,5%..
2014 efterträddes hon på presidentposten av Luis Guillermo Solís.
Hon var även viceminister (1994-1996) och minister för allmän säkerhet (1996-1998) i regeringen Figueres Olsen (1994-1998).

## Politisk karriär
Sedan 1990 har hon arbetat som konsult i Latinamerika och Afrika med olika internationella organisationer i fråga om institutionella reformer, med särskild tonvikt på reform av rättsväsende och den allmänna säkerheten. Bland de genomförda arbetena märks bedömningar av rättsväsenden för U.S. Agency for International Development (USAID), samordning av undersökningar och projekt rörande rättsliga reformer för FN:s Program för utveckling (PNUD) och bedömningar och rådgivning gällande polisreformen för Banco Interamericano de Desarrollo (BID). 
Laura Chinchilla deltar också i olika internationella fora om frågor som rör allmän säkerhet och reformering av polisväsendet. Hon har deltagit i olika initiativ för att främja medborgarnas säkerhet och mänskliga rättigheter i Latinamerika, såsom den rådgivande kommittén till Washingtonkontoret för civilt samhälle och offentlig säkerhet i Latinamerica (WOLA), Centralamerikanska dialogen för Ariasstiftelsen för fred och mänskliga framsteg, och stiftelsen för fred och demokrati (FUNPADEM).
Hon har publicerat sig på både spanska och engelska – böcker, monografier och artiklar i ämnen som rör rättsväsendet, allmän säkerhet och reformering av polisväsendet.
Bland höjdpunkterna i hennes karriär inom den offentliga förvaltningen märks utnämningen till biträdande minister för allmän säkerhet (1994–1996) och minister för allmän säkerhet (1996–1998). Hon har också varit ordförande i utredningsbyrån mot droger (Centro de Inteligencia Conjunto Antidrogas), ordförande för byrån för nationell migration, medlem i nationalrådet mot droger, nationella säkerhetsrådet och Vetenskapliga rådet vid polishögskolan.
I Costa Ricas lagstiftande församling, är hennes intresseområden reformering av rättsväsendet, den allmänna säkerheten (polis, narkotikahandel, organiserad brottslighet osv.), reformering av politiken (reform av staten och reform av valsystemet), utrikeshandeln, teknik, och barn- och ungdomsfrågor.

## Regeringen 2006–2010
Efter en hård kampanj lyckats Laura Chinchilla bli vicepresident tillsammans med Partido Liberación Nacional och Oscar Arias Sánchez som presidentkandidat. Hon och Kevin Casas Zamora utsågs till respektive första och andre vicepresident i regeringen som leddes av dr Oscar Arias Sánchez på posten som justitieminister. Andre vicepresidenten Kevin Casas Zamora avgick den 22 september 2007 på grund av etiska ifrågasättanden.